# Greaca
Greaca est une commune roumaine située dans le județ de Giurgiu.